# (32791) 1989 TQ2
1989 TQ2 (asteroide 32791) é um asteroide da cintura principal. Possui uma excentricidade de 0.16161650 e uma inclinação de 18.37447º.
Este asteroide foi descoberto no dia 3 de outubro de 1989 por Schelte J. Bus em Cerro Tololo.